# Eta wessjolaja planeta
Eta wessjolaja planeta (russisch Эта весёлая планета) ist eine sowjetische Science-Fiction-Musikkomödie, die erstmals am 31. Dezember 1973 im sowjetischen Fernsehen gesendet wurde.
Den Notizen von Regisseur Juri Zwetkow zufolge wurde der Film in 30 Jahren etwa 40 Mal an Silvester gezeigt.

## Handlung
Außerirdische vom Doppelsternsystem Alpha Centauri kommen an Silvester auf der Erde an und feiern das neue Jahr im Kulturhaus eines sowjetischen Forschungsinstitutes in der nowosibirsker Kleinstadt Akademgorodok.
Die Außerirdischen sind sich sicher, dass sie aufgrund ihres bizarren Aussehens sofort im Mittelpunkt stehen werden, da aber alle in Karnevalskostümen sind, sorgt ihr Auftritt bei der Feier des neuen Jahres im Haus der Kultur für keine Aufregung. Sie versuchen, ihre außerirdische Herkunft zu beweisen, aber niemand glaubt ihnen. Walerik, ein junger Astronom, welcher die Landung des UFOs beobachtet hatte, versucht dieses außergewöhnliche Ereignis dem Publikum nahezubringen, scheitert jedoch, da er statt Iks, Igrek und Zed, den Erfinder Prokhor, der als Perpetuum Mobile gekleidet ist, für einen Außerirdischen hält.
Das Auftreten der Außerirdischen ist zu Beginn des Films emotionslos, jedoch entwickeln sie im Laufe des Abends, vom „unbegreiflichen irdischen Feiertag“ durchdrungen, Emotionen und lernen zu fühlen, zu weinen und zu lieben.
In dem Film erklingen die Lieder von Dawid Fjodorowitsch Tuchmanow, dem Komponisten des Films, in verschiedenen Aufführungen – „Unsere Lieben“, „Das Herz muss lieben“, „Weißer Walzer“, „Ewige Ergriffenheit“, „Fallende Blätter“.